# 요한 1세 (스웨덴)

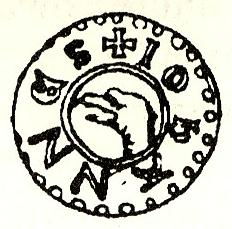
요한 1세 시대에 발행된 동전

요한 1세(스웨덴어: Johan I, 1201년경 ~ 1222년 3월 10일) 또는 요한 스베르케르손(스웨덴어: Johan Sverkersson)은 스웨덴의 국왕(재위: 1216년 ~ 1222년)이다. 스베르케르가 출신이다.

## 생애
스베르케르 2세 국왕과 그의 아내인 비엘보(Bjälbo)의 잉에게르드 비르게르스도테르(Ingegerd Birgersdotter)의 아들로 태어났다. 그의 아버지인 스베르케르 2세는 1208년 레나(Lena) 전투에서 패전했고 1210년 예스틸렌(Gestilren) 전투에서 전사하고 만다.
1216년 에리크 10세가 사망하면서 스웨덴의 귀족들은 교황의 의지와는 달리 당시 10대였던 요한을 왕세자로 추대했다. 요한은 1219년에 대관식을 치렀다. 스웨덴의 국왕으로 있던 동안에는 에스토니아 원정에 나섰다.
1222년에 후사 없이 사망했다. 그의 왕위는 에리크가 출신의 에리크 에릭손(Erik Eriksson, 에리크 11세)이 승계받았다.
| 전임 에리크 10세 | 스웨덴의 국왕 1216년 ~ 1222년 | 후임 에리크 11세 |